# Laambeekvallei
De Laambeekvallei is een verzameling natuurgebieden in de Belgische gemeente Heusden-Zolder, Houthalen-Helchteren, Lummen en Zonhoven die beheerd wordt door Limburgs Landschap.
Centraal hierin ligt de Laambeek, die tal van natuurgebieden verbindt en bij Lummen in de Mangelbeek uitmondt. Deze beek voedt een aantal vijvers, onderdeel uitmakend van het gebied De Wijers. Ten zuiden van deze beek liggen enkele getuigenheuvels. 
Tot de natuurgebieden welke onderdeel van het natuurgebied Laambeekvallei uitmaken behoren:
- Bolderberg (70 ha)
- Breelaarheide (19 ha)
- Geelberg (21 ha)
- Kolveren (30 ha)
- Laambroeken (43 ha)
- Laambroekvijvers (15 ha)
- Thiewinkel (37 ha)
- Waterlozen (2 ha)